# Leucodecton fissurinum
Leucodecton fissurinum är en lavart som först beskrevs av Hale, och fick sitt nu gällande namn av Frisch. Leucodecton fissurinum ingår i släktet Leucodecton och familjen Graphidaceae.   Inga underarter finns listade i Catalogue of Life.